# Frontera entre Austria y Eslovenia
La frontera entre Austria y Eslovenia es la frontera internacional terrestre entre Eslovenia y Austria, estados integrados a la Unión Europea y en el espacio Schengen. Separa los "länder" austriacos de Burgenland, Estiria y Carintia, de las regiones eslovenas del Alta Carniola (Gorenjska), Baja Estiria, Podravska, Pomurska y Savinjska.

## Trazado
Esta frontera va de este a oeste y mide 299 kilómetros, o 330 según las autoridades eslovenas. Su recorrido es esencialmente montañoso a través de los Alpes.

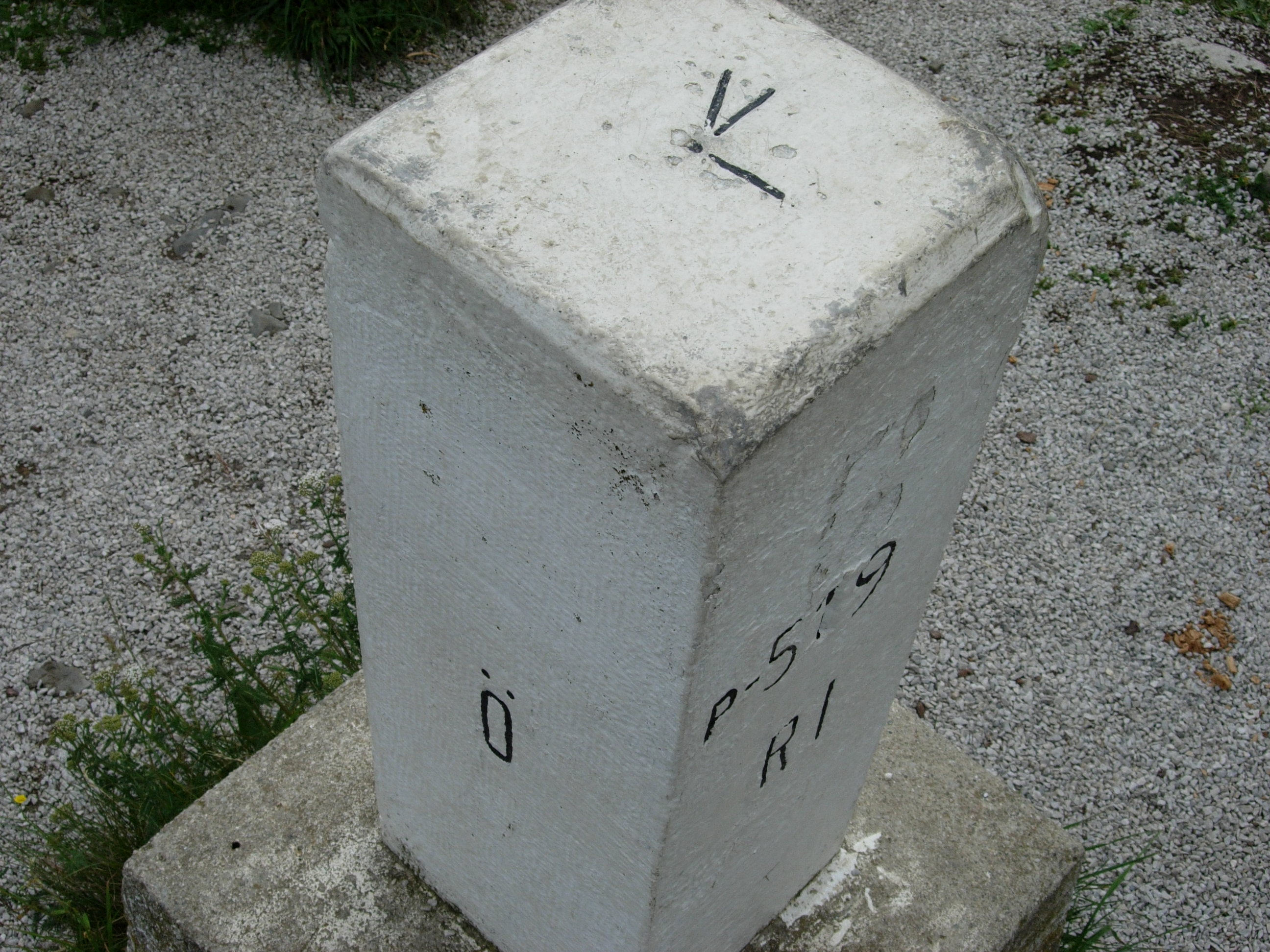
Marca fronteriza del trifinio Austria-Italia-Eslovenia, fotografiada desde Austria.

En su extremo occidental, la frontera comienza el trifinio entre Austria, Italia y Eslovenia (46° 31' 23" N, 13° 42' 51" E). Al borde está el Monte Forno, en los Alpes de Carintia y Eslovenia. La frontera entre Austria e Italia sigue al oeste, mientras que la de Italia y Eslovenia sigue al sur. La intersección de las tres fronteras tiene lugar en la parte superior del Ofen, a una altitud aproximada de 1500 m. Es uno de los lugares de encuentro entre la Europa germánica, latina y eslava.

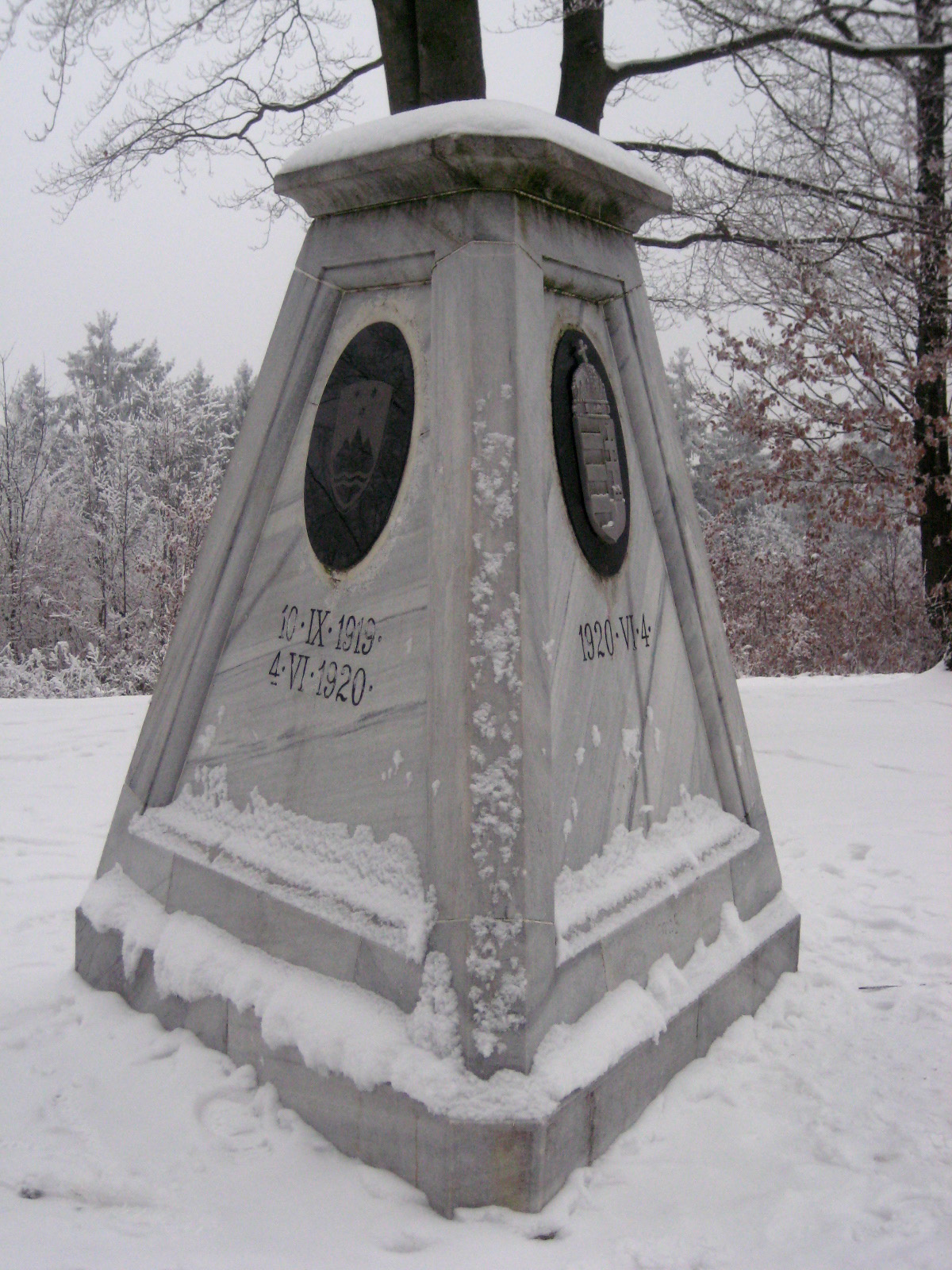
Monumento al trifinio entre Austria, Eslovenia y Hungría, al extremo este de la frontera.

Las villas y pueblos alrededor del trifinio son Arnoldstein a la Carintia austríaca, Tarvisio en la región italiana de Friuli-Venecia Julia  y Rateče (municipio de Kranjska Gora) en la parte eslovena. En la zona austriaca se ha erigido un monumento triangular para  conmemorar la intersección de fronteras.
En su extremo oriental, la frontera termina el trifinio entre Austria, Hungría y Eslovenia (46° 52 '09" N, 16° 06' 48" E). La frontera entre Austria y Hungría sigue al noreste mientras que la frontera entre Eslovenia y Hungría lo hace en el sureste. Las villas y pueblos alrededor del trifinio son Trdkova (municipio de Kuzma) en Eslovenia, Felsőszölnök en Hungría y Tauka (municipio de Minihof-Liebau, distrito de Jennersdorf) en Austria.
A poca distancia del trifinio, se conmemora la intersección de las fronteras con un monumento. Con forma de forma tetraedro truncado, a cada lado lleva el escudo de armas de los tres países. La parte austriaca también lleva la enmienda «10•IX•1919», por el 10 de septiembre de 1919, fecha de firma del tratado de Saint-Germain-en-Laye. La cara húngara porta «4•VI•1920», por el 4 de junio de 1920, firma del tratado de Trianón. La cara eslovena muestra las dos fechas.
El trifinio es accesible del lado austro-esloveno desde la ruta binacional: la frontera entre los dos países pasa en medio de este camino.

## Historia
Antes de la Primera Guerra Mundial el territorio de la actual Eslovenia formaba parte de Austria-Hungría. El final del conflicto se tradujo en la integración del territorio esloveno al Reino de los Serbios, Croatas y Eslovenos. La frontera entre el reino y Austria se estableció por el tratado de Saint-Germain-en-Laye (1919). El caso del Ducado de Carintia, región fronteriza poblada de alemanes y eslovenos se reguló por el plebiscito de Carintia del 10 de octubre de 1920 que decidió su adhesión a Austria. Parte de esta región se unió automáticamente a Eslovenia al final de la guerra, ahora forma la Baja Carintia.
Después del Anschluss en 1938, se convirtió en la frontera entre el Reino de Yugoslavia y el Tercer Reich antes de la desmembración del reino después de su invasión por parte de las fuerzas de las potencias del Eje en 1941. El Tercer Reich ocupó entonces el norte de Eslovenia y planeó anexar algunas zonas fronterizas, en las que los habitantes fueron expulsados y sustituidos por los colonos alemanes.
Después de la Segunda Guerra Mundial y durante la Guerra Fría, la frontera marcó una parte del telón de acero que separó el bloque occidental del bloque oriental. A pesar de las intenciones de Yugoslavia con respecto a Carintia, una región fronteriza austriaca poblada con una minoría eslovena, los aliados decidieron el mantenimiento de la integridad territorial de Austria como era antes de 1938 y confirmar la demarcación de la frontera por el tratado del Estado Austriaco de 1955.
En 1991, Eslovenia declaró su independencia, y fue seguida de una guerra de independencia de diez días (27 de junio-julio) entre las fuerzas de Eslovenia y el  Ejército Popular Yugoslavo (JNA). Los lugares fronterizos que separan Eslovenia del extranjero fueron una de las partes del conflicto. A partir del 25 de junio, los eslovenos los aseguraron para evitar que Eslovenia quedara aislada. En los primeros días de la guerra, el JNA consiguió tomar la mayoría de los pasos de frontera con Austria, pero hacia el final del conflicto se replegó, el que permitió a los eslovenos recuperar el control. Austria reconoció la independencia eslovena y el trazado de la frontera no fue cuestionada.
Desde la adhesión de Eslovenia en la zona Schengen el 21 de diciembre de 2007, los controles fronterizos se han levantado. El martes 28 de octubre de 2015, Austria anunció que quiere construir una barrera de unos 4 km para detener la llegada de los refugiados.